# Astroceramus sphaeriostictus
Astroceramus sphaeriostictus är en sjöstjärneart som beskrevs av Fisher 1913. Astroceramus sphaeriostictus ingår i släktet Astroceramus och familjen ledsjöstjärnor.
Artens utbredningsområde är Filippinerna. Inga underarter finns listade i Catalogue of Life.